# Hideaki Anno

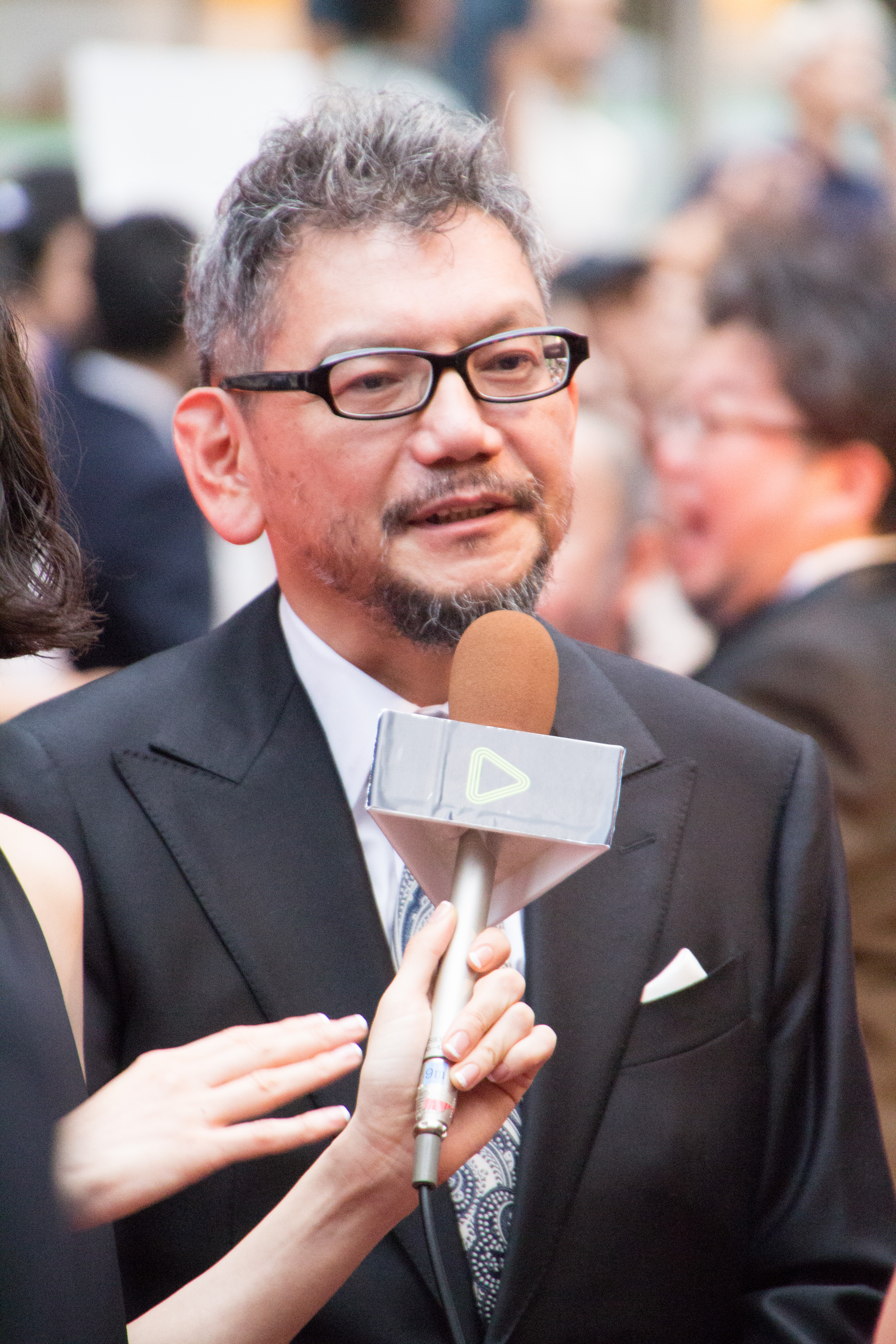
Hideaki Anno (2016)

Hideaki Anno (japanisch 庵野 秀明 Anno Hideaki; * 22. Mai 1960 in Ube, Japan) ist ein japanischer Filmregisseur. Annos bekanntestes Werk ist die Animeserie Neon Genesis Evangelion. 2002 heiratete er die Comic-Künstlerin Moyoco Anno.
Der Astronom Akimasa Nakamura benannte den Asteroiden (9081) Hideakianno nach ihm.

## Leben

### Frühes Leben und Ausbildung
Geboren in Ube, Yamaguchi, besuchte Anno den Wakō-Kindergarten, die Unoshima-Grundschule, die Fujiyama-Oberschule und die Ube-Oberschule der Präfektur Yamaguchi. Seine Eltern betrieben eine Schreinerei. In seiner Kindheit war er wiederholt Gewalt durch seinen Vater ausgesetzt, der ihn schlug. Sein Vater hatte eine Beinprothese, was nach Anno der Grund sei, dass er nichts perfektes lieben könne.
In der High School fiel er durch sein Interesse an Kunst und die Produktion von Kurzfilmen für japanische Kulturfestivals auf. Bereits in jungen Jahren entwickelte er ein breites Spektrum an Interessen, welches unter anderem Manga, Anime, Tokusatsu, Kriegsgeschichten und weitere Bereiche umfasste. Zudem hegte er eine Vorliebe für das Zeichnen. Im Jahr 1979 wurde er als Schüler an der Yamaguchi Ube High School aufgenommen, an der er später den Vorsitz des Kunstclubs übernahm. Obwohl die Schule als elitäres Sprungbrett für die Aufnahme an renommierten Universitäten galt, hörte Anno bald auf, sich um gute Noten zu mühen, da er davon überzeugt war, dass ihn das nichts zu seinem Lebensweg beitragen würde. Seine Testergebnisse, die zwischen 8 und 98 Prozent schwankten, spiegelten sein Interesse an den Fächern wider, was dazu führte, dass er vom Schulpersonal als Problemkind eingestuft wurde. Im zweiten Jahr der Highschool investierte Anno sämtliche Ersparnisse in den Erwerb einer 8-mm-Kamera, um damit die Produktion von Superhelden- und Monsterfilmen sowohl in Realfilm- als auch in Animationsform zu verwirklichen. Zu der Zeit wurde eine Amateurfilmproduktionsfirma namens SHADO durch ihn und seine Freunde gegründet.
Sowohl die erste als auch die wiederholte College-Aufnahmeprüfung bestand er nicht, da er sich nicht auf die Prüfung vorbereitet hatte und sich stattdessen seinen Interessen widmete, während er halbtags Zeitungen austrug. Erst nach dem Druck seiner Eltern und der ehemaligen High School begann er, sich um ein Universitätsstudium zu bemühen. Schließlich entschied er sich für die private Osaka University of Arts, an der er 1980 schließlich angenommen wurde.

### Frühe Werke
Im Rahmen seines zweiten Studienjahres wurde Anno von einem Freund eingeladen, an der Produktion der Eröffnungsanimationssequenz der 20. Japan Science Fiction Convention in Osaka (auch als DAICON III bekannt) mitzuwirken. Diese Veranstaltung war Teil der Otaku-Bewegung. In der Folgezeit widmete er sich überwiegend der Mitwirkung an Filmen für die Japan Science Fiction Convention. Für die 22. Convention wurde ihm die Rolle des Regisseurs übertragen. Sein Schaffen war von großem Erfolg gekrönt, sodass er vom Studio NUE dazu eingeladen wurde, sich dem Produktionsteam von Chōjikū Yōsai Macross anzuschließen und als Hauptzeichner für die Pilotepisode zu fungieren. Später war er zudem am dazugehörigen Spielfilm beteiligt.
Da er damit beschäftigt war, sich selbst finanzierende Filme zu drehen, blieb Anno der Universität fern und versäumte es, seine Studiengebühren zu bezahlen, was dazu führte, dass er von der Universität verwiesen wurde. Er nutzte die Gelegenheit, um sich in Tokio nach Arbeit umzusehen, und wurde 1984 als Zeichner für Hayao Miyazakis Nausicaä aus dem Tal der Winde eingestellt. Da das Produktionsstudio weitere Animatoren brauchte, wurde eine Anzeige in der japanischen Animezeitschrift Animage aufgegeben. Anno meldete sich auf diese Anzeige. Als er bei einem Treffen mit Hayao Miyazaki einige seiner Zeichnungen vorlegte, war dieser so beeindruckt, dass er Anno mit einigen der schwierigsten Szenen am Ende des Films beauftragte.
Später war Anno zusammen mit einem Studienfreund Mitbegründer von Studio Gainax, einem Studio, das von Freunden und Arbeitskollegen aus seiner Zeit in Osaka gegründet wurde, um den Spielfilm Wings of Honneamise zu produzieren. Er arbeitete dort zuerst unter anderem als Animationsdirektor für jenen ersten langen Film und führte dann sein Regiedebüt bei Gunbuster (1988) und Die Macht des Zaubersteins (1990–1991). Vor allem von letzterem und den vielen negativen Erfahrungen – wie wenig Selbstbestimmung, wenig kreative Aufgaben oder Zeitdruck – die er bei dieser Produktion machte, konnte er sich emotional kaum lösen und verfiel in eine jahrelange Depression. 1991 begann dann ein Karrieretief. Bis 1995 wurden viele Projekte begonnen und wieder aufgegeben.

### Neon Genesis Evangelion
Anfang der 1990er Jahre besprach Anno mit Gainax-Mitbegründer Toshimichi Otsuki Ideen für nächste Projekte. Dort stand die Idee einer originalen TV-Animationsserie – welche also nicht auf einem Manga oder ähnlichem basiert – im Raum. Der Legende nach sagte Otsuki zu ihm annähernd: Bringen sie mir egal was und ich sorge dafür, dass es grünes Licht bekommt. Anno soll ihm sein Herz ausgeschüttet haben, wie schlecht es ihm nach Die Macht des Zauberstabs ging. Annos nächstes Projekt war folglich die Anime-Fernsehserie Shin Seiki Evangelion (新世紀エヴァンゲリオン, international bekannt als Neon Genesis Evangelion), (1995–1996), welche eine der einflussreichsten und meistdiskutierten Animes werden sollte. Es wurde zu einem älteren Zeichenstil zurückgekehrt, dieser aber zu einer neuen Präzision und Tiefe geführt. Viele vermuten, dass Annos lange Depression die Quelle vieler Aspekte der Charakterzeichnung in der Serie war. Während der Produktion kam Anno häufig mit japanischen Fans in Konflikt. Deswegen und aus anderen Gründen wurde Evangelion mit fortschreitender Handlung immer düsterer und psychologischer. Schließlich war es Anno auch nicht recht, dass sein Werk nur im Kinderprogramm gesendet wurde. Er war der Meinung, dass man die Menschen so früh wie möglich mit der Realität konfrontieren müsse. So verläuft das Ende gegen die in der Serie etablierte Erzählweise und -logik und die letzten beiden Episoden sind eine Reise durch die Gedanken und die Gefühlswelt der Hauptcharaktere. Die Serie war während ihrer Erstausstrahlung nicht sehr erfolgreich, wurde aber auf einem späteren Sendeplatz wiederholt und in ganz Japan außergewöhnlich populär. Auch nach und während Evangelion ging es Anno psychisch nicht besser, sodass er das Jahr 1996 mehr oder weniger allein weiter weg von Tokyo verbrachte. Wie er selber schreibt ist es eine Zeit gewesen, in der die Tage ohne Sinn und Verstand vergingen.
Nachdem Neon Genesis Evangelion beendet war, bekam Anno viele Zuschriften von Fans, die ihm einerseits für das Werk gratulierten und andererseits die letzten beiden Folgen kritisierten. Darunter waren neben Drohungen auch der Vorwurf, Anno hätte die Serie für die Fans ruiniert. Als Reaktion darauf wurden zwei Filme produziert, nachdem Anno sich durch Unterstützung seiner Freunde und Kollegen wieder ermannen. Death and Rebirth sollte die Ereignisse der Serie zusammenfassen und klarer darstellen und The End of Evangelion entwarf einen alternativen Schluss, der dennoch viele Deutungsmöglichkeiten offenließ.

### Weitere Arbeiten
Nach Evangelion führte Anno bei der Serie Kareshi Kanojo no Jijō Regie – die erste Produktion des Studios Gainax, die direkt auf bereits fertigem Material beruht. Als er sich mit den Sponsoren zerstritt, legte der Manga-Autor die Produktion in die Hände von Kazuya Tsurumaki. Er und sein Freund Masayuki Yamaguchi drehten auch den Dokumentarfilm „GAMERA1999“, der die Produktion von Gamera 3: Revenge of Iris dokumentierte. Darauf folgte sein zweiter Realfilm Shiki-Jitsu (2000), auch unter dem Namen Ritual bekannt, und Cutie Honey mitgewirkt.  Anschließend arbeitete Anno mit Hayao Miyazaki und Studio Ghibli an einigen Kurzfilmen.
Als Regisseur hat er auch an Realfilmen wie Love & Pop (1998) mitgewirkt, ein Film im Cinéma-Vérité-Stil über Enjokōsai in Japan, von dem ein Großteil mit kleinen Digitalkameras mit ständig wechselnden Seitenverhältnissen gedreht wurde. Für den Film gewann er 1998 den Preis für die beste neue Regie beim Yokohama Film Festival. Asumi Miwa, die die Hauptrolle spielte, gewann den Preis für das beste Debüt. Darauf folgte sein zweiter Realfilm Shiki-Jitsu (2000), auch unter dem Namen Ritual bekannt, und Cutie Honey mitgewirkt.
2006 gründete er das Unternehmen Studio Khara. Dieses produzierte 2007 zusammen mit Gainax, welches er im selbigen Jahr verließ, den Auftakt zur vierteiligen Reihe Rebuild of Evangelion der als Evangelion: 1.11 – You Are (Not) Alone. in die Kinos kam. 2009 folgte Evangelion: 2.22 – You Can (Not) Advance. Der Rebuild fasst im ersten Film noch den Serienbeginn von NGE zusammen, geht im zweiten jedoch zunehmend andere Wege und beginnt von der Story der Fernsehserie abzuweichen. 2012 folgte Evangelion: 3.33 – You Can (Not) Redo. Im März 2021 folgte dann mit Evangelion: 3.0+1.01 – Thrice Upon a Time der 4. Film, der die Filmreihe abschließt.
2016 arbeitete er zusammen mit seinem Studienfreund und Gainax-Mitbegründer Shinji Higuchi an der Neuauflage des Godzilla-Franchises. Für den Film Shin Godzilla schrieb er das Drehbuch und führte zusammen mit Higuchi Regie.
Im Juli 2025 wurde Anno zu einem der Vorstandsmitglieder von Studio Production I.G ernannt.

## Persönliches
Am 26. März 2002 heiratete Anno seine Frau, die Manga-Künstlerin Moyoco Anno. Er ist Agnostiker und hat erklärt, dass seiner Meinung nach der japanische Spiritualismus seinen persönlichen Überzeugungen am nächsten komme.
Anno trat als Figur in zwei Mangas auf. Seine Frau, Moyoco Anno, schrieb Insufficient Direction, eine Chronik ihrer Ehe, in der sie Annos „wahres Gesicht“ als „den Gründer des Otaku-Kults“ darstellte, sowie trat er 2007 als Figur zu seiner Studienzeit neben anderen Gainax-Mitbegründern im Manga Aoi Honō. Aoi Honō wurde 2014 in ein Live-Action-Fernsehdrama adaptiert, in dem Anno von Ken Yasuda gespielt wurde.

## Filmografie (Auswahl)
- 1984: Nausicaä aus dem Tal der Winde
- 1987: Wings of Honneamise
- 1988: Gunbuster
- 1990–1991: Die Macht des Zaubersteins
- 1995–1996: Neon Genesis Evangelion
- 1997: Neon Genesis Evangelion: Death & Rebirth
- 1997: The End of Evangelion
- 1998: Kareshi Kanojo no Jijō
- 1998: Love & Pop
- 2000: Shiki-Jitsu
- 2004: Cutie Honey
- 2007: Evangelion: 1.11 – You Are (Not) Alone.
- 2009: Evangelion: 2.22 – You Can (Not) Advance.
- 2012: Evangelion: 3.33 – You Can (Not) Redo.
- 2016: Shin Godzilla, Realfilm
- 2021: Evangelion: 3.0+1.01 – Thrice Upon a Time
- 2022: Shin Ultraman, Realfilm
- 2023: Shin Kamen Rider, Realfilm